# The Iron Heart
The Iron Heart er en amerikansk stumfilm fra 1917 af George Fitzmaurice.

## Medvirkende
- Edwin Arden som Stephen Martin.
- Forrest Winant som Tom Martin.
- Helene Chadwick som Grace.
- Leonore Harris som Anne Parbell.
- Gertrude Berkeley som Mrs. Martin.